# جون تسيغلر
جون تسيغلر (بالإنجليزية: John Ziegler)‏ هو مقدم برامج إذاعية أمريكي، ولد في 28 مارس 1967 في هايدلبرغ في ألمانيا.

## وصلات خارجية
- الموقع الرسمي
- جون تسيغلر على موقع إن إن دي بي (الإنجليزية)